# Matt Stajan
Matthew "Matt" Stajan, född 19 december 1983 i Mississauga, Kanada, är en kanadensisk professionell ishockeyspelare som spelar för EHC Red Bull München i DEL.
Han har tidigare spelat på NHL-nivå för Calgary Flames och Toronto Maple Leafs och på lägre nivåer för St. John's Maple Leafs i AHL och Belleville Bulls i OHL.

## Spelarkarriär

### NHL

#### Toronto Maple Leafs
Han spelade i delar av sju säsonger för Toronto Maple Leafs 2002–2003 och 2009–2010.

#### Calgary Flames
Stajan spelade nio säsonger för Flames 2009–2010 och 2017–2018.

### DEL

#### EHC Red Bull München
Den 29 augusti 2018 lämnade han NHL för spel i DEL då han skrev på ett kontrakt med EHC Red Bull München.